# 磯ラーメン

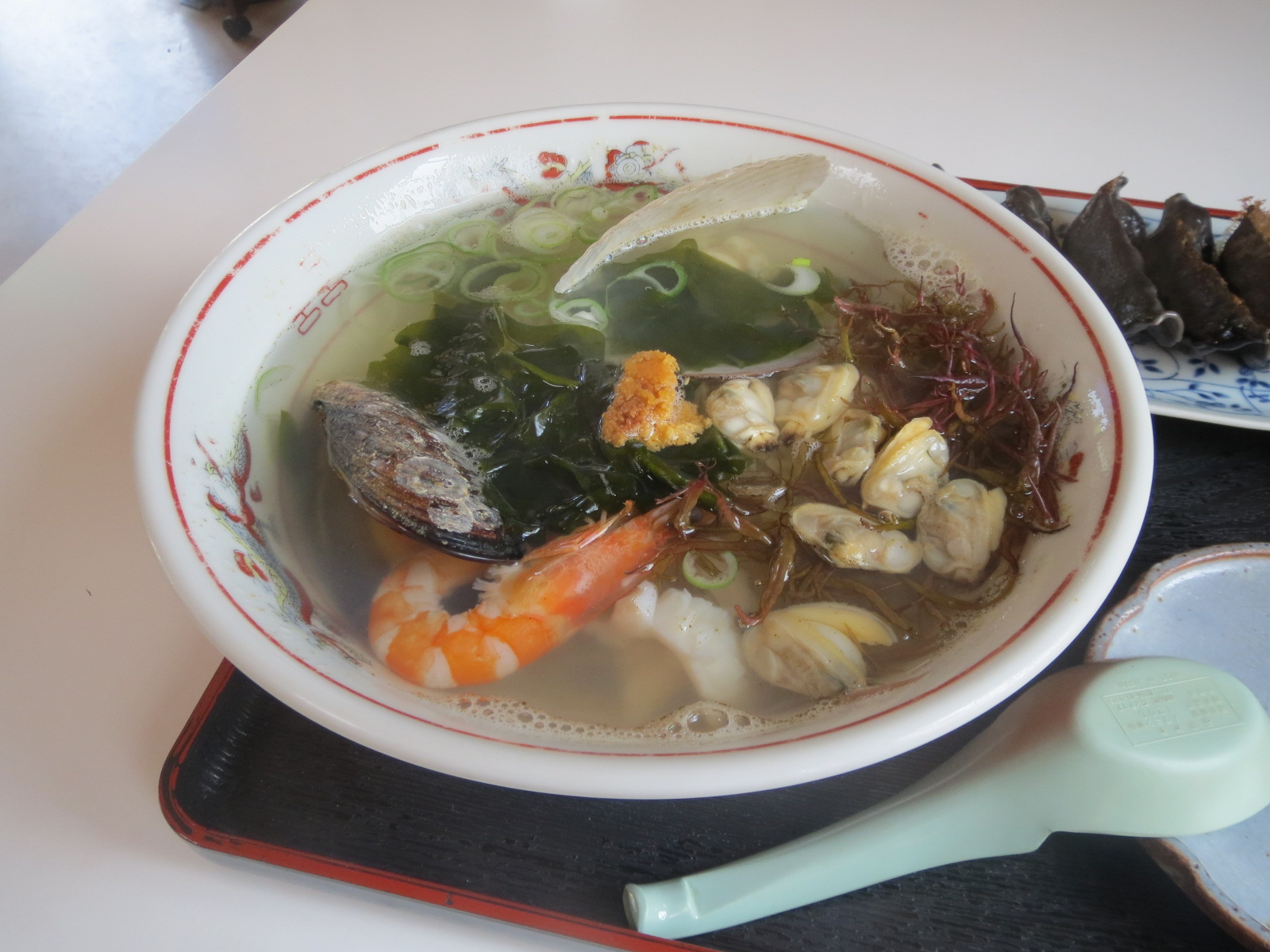
磯ラーメン

磯ラーメン（いそラーメン）は、主に岩手県三陸沿岸地方から青森県八戸市にかけて供されるご当地ラーメン。

## 歴史
1969年（昭和44年）に大槌町のドライブインで誕生したとされるが、2018年現在岩手県沿岸部ではどの市町村でも見られる定番グルメとなり、人口約3,000人余りである田野畑村ホームページにおいても5店舗が紹介されているなど、50店舗以上で提供されている。2018年7月、日本テレビ系列の番組「秘密のケンミンSHOW」において大槌町、洋野町の2店舗が紹介された。
東京都世田谷区のリクリエーションズという会社が、2018年秋頃、特許庁に『磯ラーメン』の商標登録を出願。これが認められれば飲食店等が『磯ラーメン』という商品名を使えなくなる可能性があった。しかし同社は2019年2月14日、岩手日報社の取材に対し、「出願を取り下げた」と答えた。詳しい取り下げ時期や理由については明言を避けた。磯ラーメン発祥の地をうたう大槌町には１月末、同社から「（沿岸）地域で商品名として使われていることを調べずに出願し、申し訳なかった」との電話があったという。

## 具材・特徴
具は地域によって若干違うが、イカ、エビ、ホタテ、シュウリガイといった魚介類とワカメ、フノリ、マツモといった海藻が主であり、概ねその地域の産物が用いられる。ウニやカニのような高級食材が含まれる場合もある。ダシは昆布、鰹節のような和風に塩ベースが多い。干貝が用いられることもある。